# Sân bay Pula
Sân bay Pula (IATA: PUY, ICAO: LDPL) là một sân bay ở Pula, Croatia, cách trung tâm thành phố 6 km. Sân bay này có thể phục vụ các loại máy bay lớn như Boeing 747 và Ilyushin Il-86. Năm 2006, sân bay này đã phục vụ 295.345 lượt khách.
Kể từ năm 2006, đã có các cuộc đàm phán nối lại tuyến bay nối sân bay này với Belgrade. Trong thời kỳ Nam Tư, đã có chuyến bay hàng ngày giữa hai thành phố nhưng sau cuộc chiến tranh độc lập Croatia và các xung đột chính trị giữa  Croatia và Serbia, hai quốc gia này đã không có tuyến bay thẳng nào. Hãng JAT Airways đã đề xuất bay 2 chuyến mỗi tuần giữa Pula và Belgrade, bắt đầu tháng 5 năm 2008.

## Các hãng hàng không và các tuyến điểm
- Aeroflot Don (Rostov-on-Don) theo mùa
- Croatia Airlines (Amsterdam, Dubrovnik [theo mùa], Zadar, Zagreb, Zurich)
- Flyglobespan (Edinburgh)
- Germanwings (Cologne/Bonn)
- Jat Airways (Belgrade) [bắt đầu ngày 3 tháng 7 năm 2008][3]
- Norwegian Air Shuttle (Oslo)
- Ryanair (Birmingham, London-Stansted)
- Thomsonfly (Birmingham, London-Gatwick, London-Luton, Manchester)
- Ural Airlines (Ekaterinburg [bắt đầu 31 tháng 5, theo mùa])
- XL Airways (Bristol, London Gatwick)

## Số liệu thống kê
ước tính năm 2010, sân bay này sẽ phục vụ 720.000 lượt khách.